# Mi esposa se divorcia
Mi esposa se divorcia fue una telenovela mexicana producción de Colgate-Palmolive en 1959 en asociación con Telesistema Mexicano y que se transmitió por el horario de las 6:30PM del Canal 4 de Telesistema Mexicano.
Fue la segunda telenovela que protagonizó Rafael Banquells, proyecto en que también figuró como director, fue la segunda historia original de Fernanda Villeli para televisión acerca de una pareja que pretende separarse aun en contra de las reglas de la época.
La protagonizó Lucy Gallardo y fue la primera telenovela en que actuó la gran villana de las telenovelas Bertha Moss, quien se convertiría en todo un icono de las telenovelas mexicanas.

## Elenco
- Lucy Gallardo
- Rafael Banquells
- Andrea Palma
- Bertha Moss
- Mercedes Pascual
- Pilar Souza
- Regina Llergo
- Luis Beristáin
- Malena Doria
- Miguel Suárez
- Silvia Caos
- Roberto Meyer
- Silvia Suárez
- Amparo Villegas
- José Antonio Cossío

## Datos
- La telenovela está grabada en blanco y negro.